# پرسبرگ
پرسبرگ (به آلمانی: Presberg) یک منطقهٔ مسکونی در آلمان است که در رودزهایم آم راین واقع شده‌است. پرسبرگ ۸۶۲ نفر جمعیت دارد.